# Авраменко, Анатолий Михайлович
Анатолий Михайлович Авраменко (род. 07.10.1955, Львов) — специалист в области исторической географии и исторической картографии. Член Научного общества имени Тараса Шевченко и Русского географического общества.

## Биография
Родился Анатолий Авраменко в 1955 году во Львове.
С 1972 по 1977 году учился в Кубанском государственном университете на историческом факультете.
С 1977 по 1979 годы был научным сотрудником Государственного архива Краснодарского края.
С 1979 по 1981 годы был аспирантом кафедры истории СССР Харьковского государственного университета. С 1981 по 1990 годы преподавал в ХГУ.
В 1985 году защитил кандидатскую диссертацию по теме «Эволюция земельных отношений на Левобережной Украине в конце XIX — в начале XX века».
С 1990 по 1991 годы — доцент кафедры истории СССР ХДУ. С 1991 года — доцент кафедры отечественной истории Кубанского государственного университета, с 2001 по 2004 годы — докторант КГУ. Докторскую диссертацию защитил по теме «Проблемы истории казачества в отображении исторической картографии (XV—XX века)».

## Научная деятельность
Написал около 70 научных работ. В том числе:
- Крестьянское землевладение на Левобережной Украине в конце XIX — начале XX вв. // Вопросы истории СССР. — Вып.28. — Харьков, 1983;
- Мобилизация землевладения на Левобережной Украине в пореформенный период // Вопросы истории СССР. — Вып.29. — Харьков, 1984;
- Соотношение помещичьего и крестьянского землевладения на Левобережной Украине накануне первой русской революции // Вестник Харьковского университета. — № 268. — Харьков, 1985;
- Некоторые особенности помещичьего хозяйства на Левобережной Украине в конце XIX — начале XX вв. // Вопросы истории СССР. — Вып. ЗЗ. — Харьков, 1988;
- К вопросу о методике сравнения уровня социальной дифференциации в российской деревне эпохи капитализма (На материалах Левобережной Украины) //Вопросы истории СССР.- Вып.34. — Харьков, 1989;
- Очерк истории Змиевского района // Географическая база «Гайдары»; Учебн. пос. — Харьков, 1991;
- Классовая борьба и революционное движение в Кубанской области Черноморской губернии // По страницам истории Кубани: Краеведческие очерки. — Краснодар, 1993;
- Особливості історичного картографування регіонів України // Український географічний журнал. — 1995. — № 1/2 (у співавт.);
- История России и Кавказа вновейших исторических публикациях // Вопросы отечественной истории. — Краснодар, 1995 (в сооавторстве);
- Политическая борьба и революционное движение в Кубанской области и Черноморской губернии в 1900—1914 гг. // Очерки истории Кубани с древнейших времи и по 1920 г. — Краснодар, 1996 (в сооавторстве);
- Достижения и недостатки двух новейших уникальных изданий по истории Кубани// Голос минувшего: Кубанский исторический журнал. — 1998. -№ 1/2;
- Валерий Николаевич Ратушняк глазами младшего коллеги (юбилейные заметки) // Проблемы истории Северного Кавказа: Сб. науч. ст. к 60-летию со дня рождения и 30-летию научной деятельности проф. В. Н. Ратушняка. — Краснодар, 2000;
- К проблеме определения уровня и динамики социальной дифференциации российского крестьянства конца XIX — начала XX вв. // Грани 2001:Ежегодник факультета истории, социологии и международных отношений. — Краснодар, 2001; Территории // Очерки традиционной культуры казачеств России. — Краснодар, 2002;
- Битва при Берестечко (1651 п): проблемы картографирования // Поляки в России: XVII—XX вв.: Мат. междунар. науч. конф. — Краснодар, 10-11 июля 2002 г. — Краснодар, 2003.